# 宛先のない手紙
「宛先のない手紙」（あてさきのないてがみ）は1981年5月21日に発売されたAlfee10枚目のシングル。

## 概要
表題曲は前作に引続き坂崎がリード・ヴォーカル。
オリジナルアルバム未収録。「美しいシーズン」以来3作連続である。
カップリングの「北のHOTEL」は、1985年に再録され、バラード主体のアルバム『THE BEST SONGS』へ収録。

## 収録曲
1. 宛先のない手紙
  - 作詞・作曲：高見沢俊彦、編曲：青木望
2. 北のHOTEL
  - 作詞・作曲：高見沢俊彦、編曲：青木望

## 収録作品
- アルフィーが選ぶマイベスト20（#2）
- BEST HIT アルフィー全曲集（#1）
- ALFEE A面 コレクション（#1）
- ALFEE B面 コレクション（#2）
- THE BEST SONGS（#2）
- アルフィーA面コレクション スペシャル（#1）
- アルフィーB面コレクション スペシャル（#2）
- THE ALFEE SINGLE HISTORY VOL.I 1979-1982（#1,2）
- THE ALFEE 單曲全集一（#1）

## カタログ
- EP：7A 0079
- CD：S10A 0117（1988年6月21日発売）

## 補足
- 本作をもって片仮名のロゴマークの使用を終了している。ただし、1983年の『暁のパラダイス・ロード』までは片仮名表記がジャケットに併記されていた。
- ジャケットは「手紙」に因んで、切手のデザインになっている。このデザインは数量限定デザインだったのだが、シングルレコードの販売が終了するまで限定のままだった。
  - 切手に消印を押印しているデザインにもなっており、「BLIND LETTER」と英語表記されている。
- 「北のHOTEL」はレコード化される前は、「北より」の題名であった。後に、前川清によりカヴァーされている。